# Vischelbach
Der Vischelbach ist ein 10,5 km langer, orographisch linker Nebenfluss der Ahr in Nordrhein-Westfalen und Rheinland-Pfalz.

## Name
Der Bach wurde zwischen 949 und 970 als Uiscala erstmals schriftlich erwähnt. Wahrscheinlich leitet sich der Name vom lateinischen (bona) fiscalia „Staatsland, Königsgut“ ab.

## Geographie

### Verlauf
Der Vischelbach entspringt etwa ein Kilometer nordöstlich von Maulbach im Flamersheimer Wald auf einer Höhe von ca. 374 m ü. NHN. Von hier aus fließt der Bach nach Osten, dann südlich durch das Naturschutzgebiet Vischelbachtal und zwischen Berg und dem Ortsteil Freisheim. Er fließt an der Burg Vischel vorbei und mündet in Kreuzberg in die Ahr.

### Einzugsgebiet und Zuflüsse
Auf seinem 10,5 km langen Weg erfährt der Bach einen Höhenunterschied von 203 Metern, was einem mittleren Sohlgefälle von 19,3 ‰ entspricht. Das 18,7 km² große Einzugsgebiet entwässert über Ahr und Rhein zur Nordsee.
| Stat. in km | Name             | GKZ       | Lage   | Länge in km | EZG in km² | Mündung Koordinaten | Mündungshöhe in m ü. NHN |
| ----------- | ---------------- | --------- | ------ | ----------- | ---------- | ------------------- | ------------------------ |
| 009,30      | Kischelbach      | 271892112 | links0 | 000,7990    | 0006,8820  | Lage Berg           | 34500000                 |
| 007,70      | Freisheimer Bach | 27189212  | rechts | 000,5580    | 0000,3860  | Lage Freisheim      | 31300000                 |
| 005,50      | Gierenbach       | 2718922   | links0 | 002,6920    | 0002,4430  | Lage Vischel        | 26800000                 |
| 003,60      | Löhrsbach        | 2718924   | rechts | 003,3240    | 0003,1030  | Lage                | 23400000                 |